# Metro v Seville
Metro v Seville (španělsky Metro de Sevilla) je metro v španělské Seville. Sevilla s více než 700 tisíci obyvatel je 4. největší město ve Španělsku. Jediná linka metra je dlouhá 18,2 km s 22 stanicemi. Město překřižuje a propojuje s ním předměstské oblasti. V okolí stanic žije více než 200 tisíc lidí. Systém se začal stavět už v sedmdesátých letech, ale stavba nebyla pro mnohé obtíže dokončena. První linka byla nakonec otevřena celkem nedávno (2009) a využívá ji přibližně 50 tisíc lidí denně. Vedení města má v plánu vybudovat další tři linky o celkové délce 38 km. Výstavba všech má začít v roce 2012, ale je pravděpodobné, že na ni nebudou peníze.

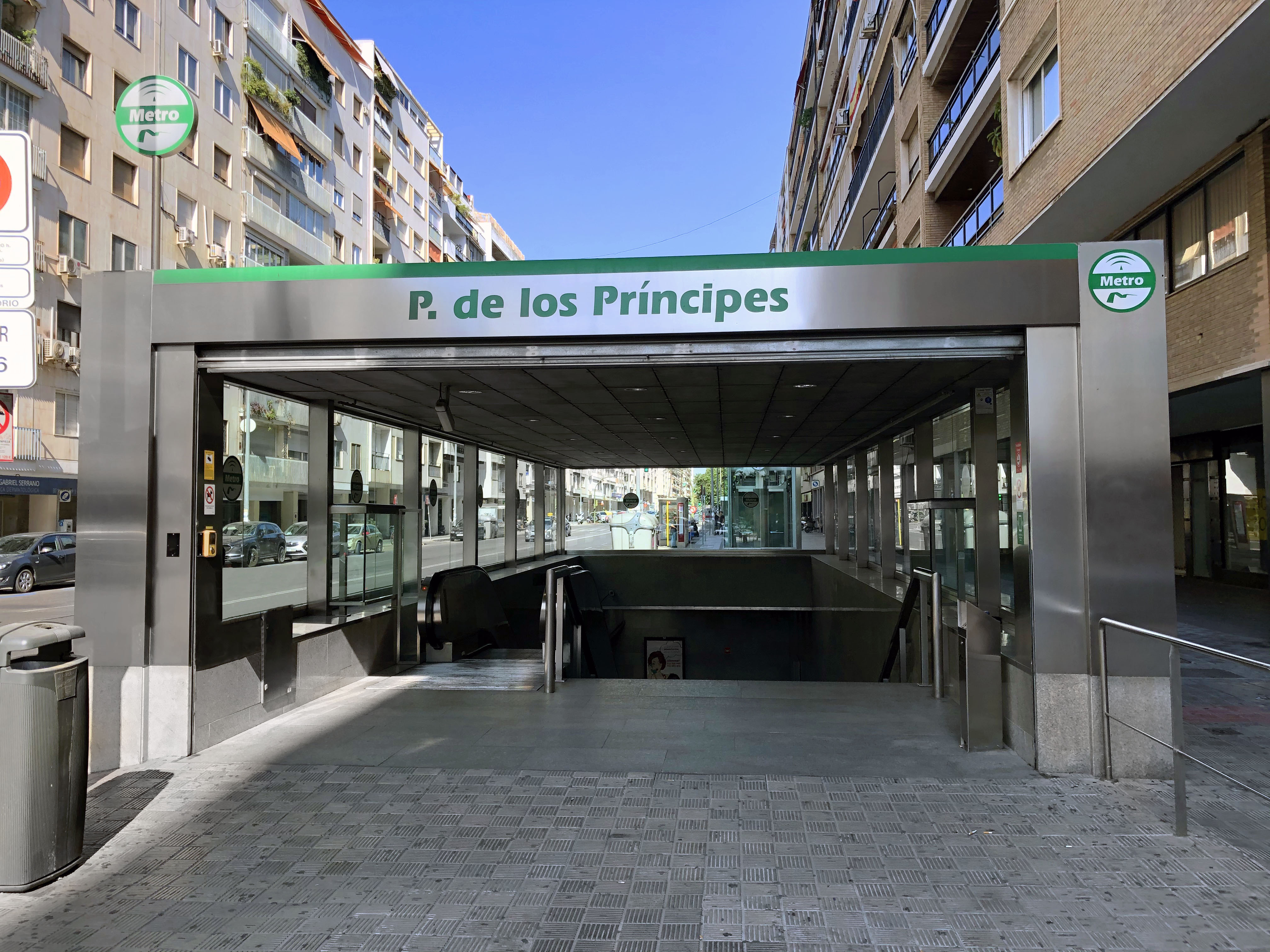
Stanice 'Park Princů' metra v Seville

Linka je stavěna jako lehké metro s mělkými tunely. Vyznačuje se prudkými zatáčkami i stoupáním. stanice nemají příliš dlouhá nástupiště a soupravy nejsou o moc delší než tramvaje. Před pádem do kolejiště brání skleněné stěny na okrajích nástupišť. V nich je řada dveří, která se otevře spolu s dveřmi vlaku. Při vstupu jsou umístěny turnikety a v prostorách metra se nesmí fotografovat. Ve stanici Prado de San Sebastian je zajištěn přestup na krátkou tramvajovou trať vedoucí do centra a také na autobus z letiště.

## Linky
| Síť tratí a linkové vedení |                                     |                     |         |         |
| #                          | Název                               | Otevřeno od         | Délka   | Stanice |
| Síť tratí a linkové vedení | Olivar de Quinto ↔ Ciudad Expo      | 2008                | 18,2 km | 22      |
| Síť tratí a linkové vedení | Torreblanca ↔ Puerta Triana         |                     | 12,5 km | 17      |
| Síť tratí a linkové vedení | Pino Montano ↔ Hospital V. de Valme | výhled do roku 2030 | 11 km   | 17      |
| Síť tratí a linkové vedení | Okružní                             |                     | 15 km   | 19      |